# Overlund Skole
Overlund Skole ligger i Overlund i Viborg med klasser fra børnehaveklasse til niende klasse. Per 1. april 2006 var der omtrent 750 elever og 66 lærere på skolen, og den er således den største skole i Viborg Amt. Efter sjette klasse flytter eleverne fra Møllehøjskolen i Bruunshåb til Overlund Skole. Skolens nuværende skoleleder er Stine Bohnstedt. Efter planerne vil  der blive bygget en ny Overlund Skole i det centrale Overlund.

## Historie
30. november 1740 skænkede ejeren af Asmild Kloster en bolig i Overlund til brug som degnebolig og skole. Huset som var ca. 12 gange 5 m stort, var bolig for degnen ved Asmild og Tapdrup Kirker som skulle undervise, og indeholdt også skolestuen. En ny større skole på 17 gange 8 m blev opført i 1845. Også denne rummede både lærerbolig og klasseværelse. I 1907 blev der igen bygget en ny skole, denne gang med 2 klasselokaler og lejlighed til en lærerinde. Skolen blev udvidet flere gange i løbet af 1900-tallet. Senest i perioden 1962-1973 hvor der blev opført 5 nye fløje som bragte skolens etageareal op på ca. 8.500 m², hvilket gjorde den til den største skole i det daværende Viborg Amt. I 1990 da Overlund Skole havde 250-årsjubilæum gik der 854 elever på skolen. Det var det næsthøjeste elevtal på en dansk skole.